# Saint-Mary
Saint-Mary è un comune francese di 383 abitanti situato nel dipartimento della Charente, nella regione della Nuova Aquitania.

## Società

### Evoluzione demografica
Abitanti censiti